# Велоспорт на літніх Олімпійських іграх 2008 — командний спринт (чоловіки)
Змагання у командному спринті з велоспорту серед чоловіків на літніх Олімпійських іграх 2008 пройшли 15 серпня. Взяли участь 41 спортсмен з 13 країн.

## Призери
| Золото                                                  | Срібло                                          | Бронза                                                  |
| Велика Британія Кріс Гой · Джейсон Кенні · Джеймі Стафф | Франція Грегорі Боже · Кевен Сіро · Арно Турнан | Німеччина Рене Ендерс · Максиміліан Леві · Штефан Німке |

## Змагання

### Кваліфікація
| Місце | Спортсмен                                                                | Результат |
| ----- | ------------------------------------------------------------------------ | --------- |
| 1     | Велика Британія Кріс Гой, Джейсон Кенні, Джеймі Стафф                    | 42,950 с  |
| 2     | Франція Грегорі Боже, Кевен Сіро, Арно Турнан                            | 43,541 с  |
| 3     | Німеччина Рене Ендерс, Максиміліан Леві, Штефан Німке                    | 44,197 с  |
| 4     | Нідерланди Тео Бос, Тен Мулдер, Тім Вельдт                               | 44,213 с  |
| 5     | Австралія Деніел Елліс, Марк Френч, Шейн Келлі                           | 44,335 с  |
| 6     | Японія Кійофумі Нагаї, Томохіро Нагацука, Кадзунарі Ватанабе             | 44,454 с  |
| 7     | Малайзія Мохд Азізулхасні Аванг, Джозайя У (Нг Онглам), Мохд Різал Тісін | 44,752 с  |
| 8     | США Майкл Блетчфорд, Адам Давендек, Гіддеон Мессі                        | 45,346 с  |
| 9     | Китай Фен Йон, Лі Веньхао, Чжан Лей                                      | 45,556 с  |
| 10    | Греція Атанасіос Мантзураніс, Васілеос Реппас, Панагіотіс Вукелатос      | 45,645 с  |
| 11    | Чехія Томас Бабек, Адам Птачнік, Денис Шпичка                            | 45,678 с  |
| 12    | Росія Сергій Полинський, Денис Дмитрієв, Сергій Кучеров                  | 45,964 с  |
| 13    | Польща Мацей Білецький, Каміль Кучинський, Лукаш Квятковскі              | 45,266 с  |

### Перший раунд
| Місце | Спортсмен                                      | Результат |
| ----- | ---------------------------------------------- | --------- |
| 1     | Австралія Раян Бейлі, Деніел Елліс, Марк Френч | 44,090 с  |
| 2     | Нідерланди Тео Бос, Тен Мулдер, Тім Вельдт     | 44,212 с  |

| Місце | Спортсмен                                                  | Результат |
| ----- | ---------------------------------------------------------- | --------- |
| 1     | Німеччина Рене Ендерс, Максиміліан Леві, Штефан Німке      | 43,699 с  |
| 2     | Японія Кіефумі Нагаї, Томохіро Нагацука, Казунарі Ватанабе | 44,437 с  |

| Місце | Спортсмен                                                     | Результат |
| ----- | ------------------------------------------------------------- | --------- |
| 1     | Франція Грегорі Боже, Мікаель Бурґен, Кевен Сіро              | 43,656 с  |
| 2     | Малайзія Мохд Азізулхасні Аванг, Джозайя Нг, Мохд Різал Тісін | 44,822 с  |

| Місце | спортсмен                                             | Результат |
| ----- | ----------------------------------------------------- | --------- |
| 1     | Велика Британія Кріс Гой, Джейсон Кенні, Джеймі Стафф | 43,034 с  |
| 2     | США Майкл Блетчфорд, Адам Давендек, Гіддеон Мессі     | 45,423 с  |

### Гонка за третє місце
| Місце | Спортсмен                                             | Результат |
| ----- | ----------------------------------------------------- | --------- |
| 1     | Німеччина Рене Ендерс, Максиміліан Леві, Штефан Німке | 44,014 с  |
| 2     | Австралія Раян Бейлі, Деніел Елліс, Марк Френч        | 44,022 с  |

### Фінал
| Місце | Спортсмен                                             | Результат |
| ----- | ----------------------------------------------------- | --------- |
| 1     | Велика Британія Кріс Гой, Джейсон Кенні, Джеймі Стафф | 43,128 с  |
| 2     | Франція Грегорі Боже, Кевен Сіро, Арно Турнан         | 43,651 с  |